# برایتون اند هوو
برایتون اند هوو (به انگلیسی: Brighton and Hove) شهری در جنوب انگلستان است. برایتون اند هوو اتحادیه‌ای خودمختار است و پرطرفدارترین اقامتگاه تفریحی ساحلی انگلستان محسوب می‌شود.
شکل‌گیری این شهر پس از ادغام دو شهر برایتون و هوو انجام گرفت. برایتون اند هوو و نواحی شهری اطراف آن، پر جمعیت‌ترین منطقه در جنوب شرقی انگلستان به حساب می‌آیند.
طبق سرشماری ملی سال ۲۰۰۱ میلادی، جمعیت برایتون اند هوو در حدود ۲۴۷٬۸۱۷ نفر بوده که از این نظر چهل و چهارمین شهر پرجمعیت انگلستان است.
دانشگاه ساسکس در این شهر قرار دارد.

## نگارخانه

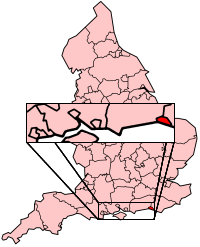
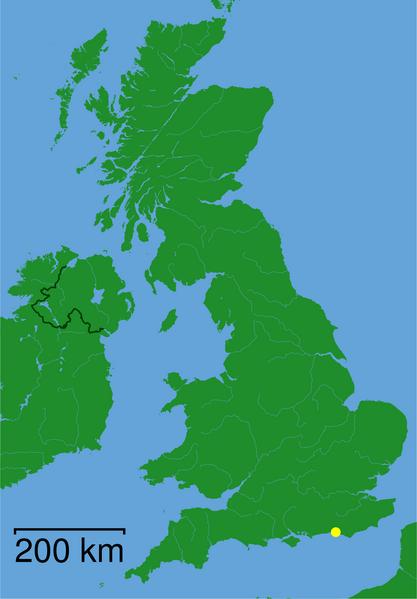
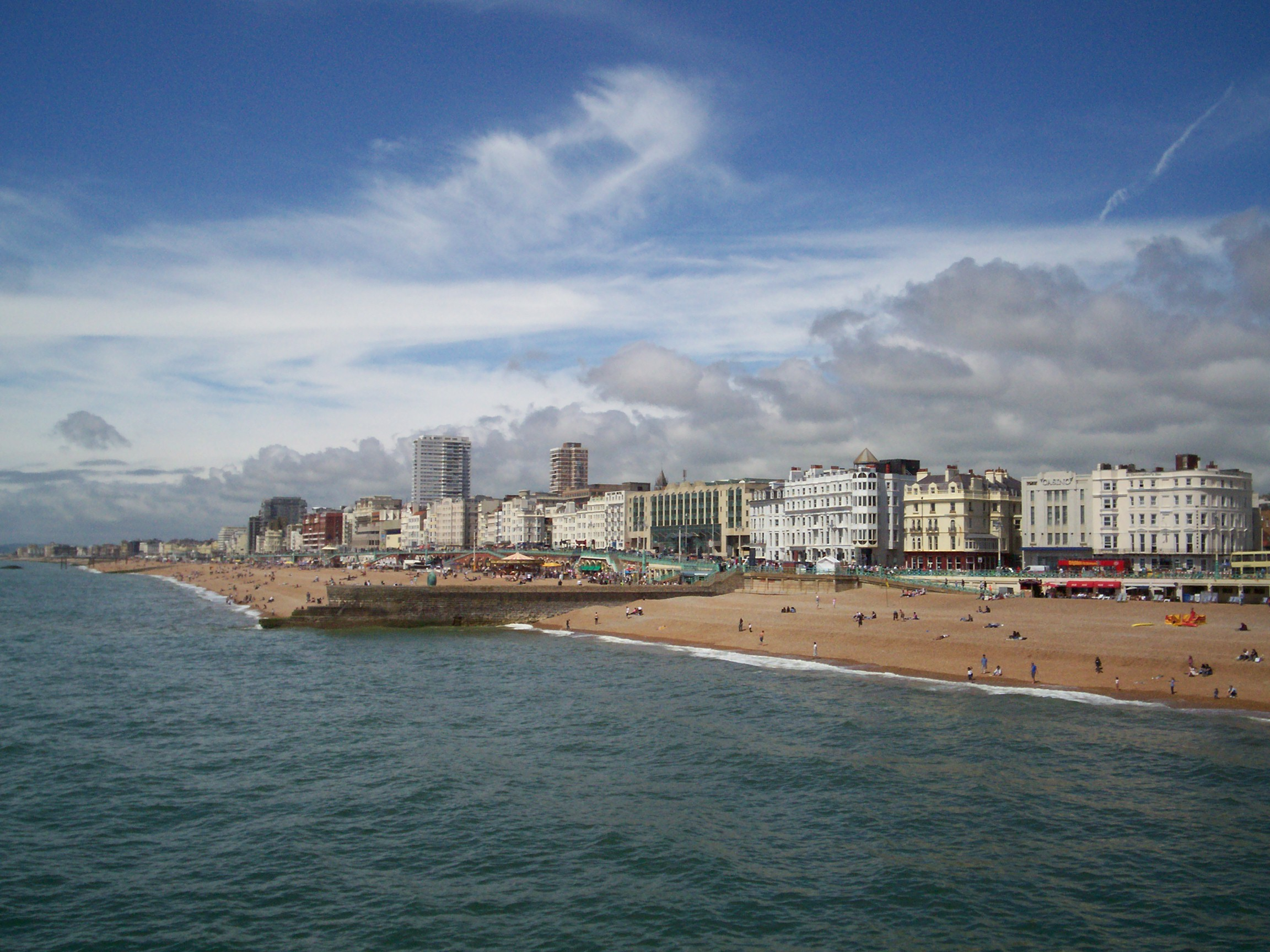